# Pontin’s International Open Series 2006/07
Die Pontin’s International Open Series 2006/07 war eine Serie von Amateur-Snookerturnieren zur Qualifikation für die Saison 2007/08 der professionellen Snooker Main Tour. Nach insgesamt acht Events erhielten die besten acht Spieler der Gesamtwertung eine Startberechtigung.

## Modus
| ausgeschieden in… | Preisgeld  | Punkte |
| ----------------- | ---------- | ------ |
| Sieger            | 2.245 £    | 300    |
| Finale            | 1.122,50 £ | 220    |
| Halbfinale        | 560 £      | 160    |
| Viertelfinale     | 350 £      | 110    |
| Achtelfinale      | 175 £      | 70     |
| Letzte 32         | 105 £      | 40     |
| Letzte 64         | 70 £       | 20     |

Die Pontin’s International Open Series 2006/07 war erst die zweite Ausgabe der PIOS, so die Abkürzung der Serie von Qualifikationsturnieren, die vom Weltverband als neue Haupt-Möglichkeit für Amateure zur Qualifikation für die Profitour gedacht war. Auch dieses Jahr wurden wieder acht Events ausgespielt, an denen jeder Amateur nach einer vorherigen Anmeldung teilnehmen konnte. Hauptsächlich nahmen Spieler aus dem Vereinigten Königreich diese Möglichkeit wahr, vereinzelt gehörten auch Spieler anderer Länder zu den Teilnehmern. Insgesamt nahmen 2006/07 124 Spieler an der PIOS teil. Bei jedem Event, an dem ein Spieler teilnahm, bekam er je nach Resultat Punkte, die am Ende in eine Rangliste einflossen. Die Endwertung wurde jedoch nur mit den sieben besten Ergebnissen berechnet, ein Event blieb also bei jedem Spieler unberücksichtigt. Die besten acht Spieler dieser Gesamtwertung erhielten eine Startberechtigung für die Saison 2007/08 der Profitour. Abgesehen davon erhielten die Spieler bei den Events auch Preisgelder. Insgesamt wurden je Event 11.225 Pfund Sterling ausgeschüttet, der Sieger erhielt jeweils 2.245 £.

## Ergebnisse
Die folgende Tabelle gibt einen Überblick über die acht Events der PIOS 2006/07. Alle Events fanden im World Snooker Centre im Pontin’s-Freizeitpark im nordwalisischen Prestatyn statt, Pontin’s fungierte auch als namensgebender Sponsor der Turnierserie.
| Nr. | Datum                        | Sieger         | Ergebnis | Finalist       |
| --- | ---------------------------- | -------------- | -------- | -------------- |
| 1   | 18. bis 22. September        | Munraj Pal     | 6:3      | Kurt Maflin    |
| 2   | 12. bis 16. Oktober          | Julian Logue   | 6:5      | Alex Davies    |
| 3   | 30. November bis 4. Dezember | Leo Fernandez  | 6:5      | Lee Walker     |
| 4   | 14. bis 18. Januar           | Kuldesh Johal  | 6:4      | Lee Walker     |
| 5   | 1. bis 5. Februar            | Kurt Maflin    | 6:3      | Ashley Wright  |
| 6   | 4. bis 8. März               | Jamie O’Neill  | 6:2      | Ashley Wright  |
| 7   | 12. bis 16. April            | Björn Haneveer | 6:2      | Craig Steadman |
| 8   | 10. bis 14. Mai              | James McBain   | 6:4      | Kurt Maflin    |

## Rangliste
Die folgende Tabelle zeigt die Top 16 der Endwertung der PIOS 2006/07 inklusive der qualifizierten Spieler. Der Norweger Kurt Maflin hätte als Erstplatzierter die Berechtigung zur Qualifikation über die PIOS gehabt, er wurde aber nicht berücksichtigt, da er bereits als Amateurweltmeister 2006 qualifiziert war. Für ihn rückte Ashley Wright auf Platz 9 nach. Neben Maflin qualifizierte sich mit dem Belgier Kevin Van Hove (Platz 24, über die EBSA International Play-Offs) noch ein weiterer Spieler der PIOS 2006/07 auf anderem Wege für die Profitour.
Auch auf den hinteren Plätzen finden sich Namen von Snookerspielern, die davor oder danach Profispieler oder nationale Meister wurden bzw. waren oder anderweitig Aufmerksamkeit bekamen. Auch die vier deutschen Teilnehmer verpassten die Top 16: Itaro Santos und Lasse Münstermann landeten beide auf Platz 73, Sascha Lippe auf Rang 87 und Phil Barnes punktlos auf Platz 111.
| Platz | Spieler        | Punkte |
| ----- | -------------- | ------ |
| 1     | Kurt Maflin    | 960    |
| 2     | Leo Fernandez  | 860    |
| 3     | Lee Walker     | 820    |
| 3     | James McBain   | 820    |
| 5     | Munraj Pal     | 770    |
| 6     | Jamie O’Neill  | 720    |
| 7     | Matthew Selt   | 630    |
| 8     | Alex Davies    | 620    |
| 9     | Ashley Wright  | 610    |
| 10    | Björn Haneveer | 590    |
| 10    | Craig Steadman | 590    |
| 12    | Kuldesh Johal  | 560    |
| 13    | Matt Barnes    | 490    |
| 14    | Julian Logue   | 460    |
| 15    | Gary Wilson    | 450    |
| 16    | Gary Wilkinson | 430    |